# Фишман, Ольга Лазаревна
О́льга Ла́заревна Фи́шман (1919, Одесса, Херсонская губерния, Украинская ССР — 1986) — советская переводчица
 и литературовед-синолог, педагог. Доктор филологических наук.

## Биография
Родилась 27 мая 1919 года в Одессе в семье присяжного поверенного Лазаря Исааковича Фишмана, мать — Мария Фишман. В 1924 году семья переехала в Ленинград. Поступила в 1937 году в Ленинградский университет на кафедру китайской филологии, возглавляемую академиком В. М. Алексеевым.
В 1941 году О. Л. Фишман досрочно и с отличием окончила университет. Кандидат филологических наук (30.12.1946), тема диссертации «Ли Бо в европейской науке». Преподаватель ЛГУ (1946—1949). С 1958 года — научный сотрудник ЛО Института востоковедения, с 16.11.1962 старший научный сотрудник. С 1960 года заведовала секцией литературоведения.
17 июня 1965 года защитила диссертацию на соискание учёной степени доктора филологических наук по теме «Китайский сатирический роман эпохи просвещения». Ч. 1-2.Л., 1964. Ч. 1-304 л. Ч. 2.-305—555. В 1976 году французская Академия надписей и изящной словесности удостоила премии С. Жюльена комментированный перевод О. Л. Фишман «Заметок из хижины „Великое в малом“» Цзи Юня.

## Семья
- Муж — переводчик Ахилл Григорьевич Левинтон (1913[4]—1971).
  - Сын — филолог Георгий Ахиллович Левинтон (род. 1948).